# Produits dérivés des Beatles
 (août 2010).
Le groupe britannique The Beatles est, sans contredit, un phénomène social, culturel et commercial important, surtout en Occident et ce même cinquante ans plus tard. De ce fait, le groupe a été une « poule aux œufs d'or » pour quiconque rattachait ce nom à un produit artistique ou tout simplement mercantile. Par contre, Apple Corps, qui gère l'image du groupe, tient les reines assez solidement. Ce qui suit est une liste des produits dérivés des Beatles commercialisés dans le monde.

## Filmographie
- A Hard Day's Night (Quatre garçons dans le vent) de Richard Lester en 1964.
- Help! de Richard Lester en 1965.
- Magical Mystery Tour, en 1967.
- Yellow Submarine, de George Dunning et Heinz Edelmann en 1968 ; la bande son originale comprend six chansons des Beatles (dont quatre inédites) et de la musique instrumentale de George Martin. Le disque Yellow Submarine Songtrack publié en 1999 contient toutes les chansons entendues lors du film.
- Let it Be, de Michael Lindsay-Hogg, 1970. Le film comporte des passages musicaux (Bésame mucho et une version plus aboutie encore du You Really Got a Hold on Me du deuxième album) qui ne seront pas repris sur le disque.

### Sur labeatlemania
- Crazy Day (I Wanna Hold Your Hand), de Robert Zemeckis (1978) : lors de la première tournée du groupe aux États-Unis en 1964, six adolescents du New Jersey veulent absolument assister à la prestation du Ed Sullivan Show.

### Dérivé de leurs chansons
- All This and World War II est un montage d'extraits d'archives et de film des années 40 produit en 1976 avec, comme bande sonore, des chansons des Beatles reprises par plusieurs musiciens tels que Peter Gabriel, Elton John, les Bee Gees, etc
- Sgt. Pepper's Lonely Hearts Club Band, de Michael Schulz en 1978 : mis en scène à partir des sujets et personnages des chansons de l'album. Produit par Robert Stigwood (également producteur des films Jesus Christ Superstar, Tommy, Saturday Night Fever, Grease) dont ce fut le premier échec retentissant.
- En 2007, parait le film Across The Universe de Julie Taymor, dont l'intrigue se déroule sur fond de 33 reprises des compositions originales des Beatles.

### Sur leur histoire
- Backbeat : Cinq Garçons dans le vent (1993) : comédie dramatique, UK. Réalisateur Iain Softley. Acteurs principaux : Gary Bakewell, Stephen Dorff, Ian Hart, Sheryl Lee. Backbeat retrace les débuts des Beatles, depuis le groupe originel des Quarry Men jusqu'aux prémices de la beatlemania. Il nous dévoile l'ambiance des débuts à Hambourg de John, Paul, George, Pete Best et Stuart Sutcliffe.

- Two of us (2000), de Michael Lindsay-Hogg, met en scène une rencontre hypothétique de John Lennon et Paul McCartney lors du passage à New York de la tournée Wings over America. S'ils ne ressemblent guère physiquement à leurs modèles, les acteurs Aidan Quinn et Jared Harris les "habitent" en revanche avec un grand sens du détail, servi par des répliques pleines de double sens à l'attention des fans qui ont connu cette époque. Ce film avait été à l'origine diffusé sur la chaine VH1 (source : Beatles News Briefs).

- Le film Nowhere Boy (2009), de Sam Taylor-Wood, raconte l'adolescence de John Lennon et ses relations avec sa mère, sa tante et les futurs membres de son groupe.

### Dessins animés
Les Beatles apparaissent sous leur nom dans une série de dessins animés diffusée aux États-Unis sur ABC-TV, dans leurs propres rôles. Ils perdent au passage leurs accents de Liverpool jugés, par les producteurs, trop difficiles à comprendre pour l'audience américaine[réf. nécessaire]. Cette série ne survivra pas longtemps au changement d'apparence physique des Beatles (lunettes de John, moustaches...) : commencée le 25 septembre 1965, elle s'arrêtera le 20 avril 1969 après 39 épisodes.
Chaque épisode portait le nom de deux chansons des Beatles, qui y étaient chantées. L'animation était sous-traitée à divers studios dont TVC, à Londres, qui produira pour sa part le long métrage Yellow Submarine conforme cette fois-ci à la nouvelle allure des quatre musiciens.

## Bandes dessinées

### The Beatles Experience
Cette bande dessinée a reconstitué avec une minutie extrême, en s’aidant de témoignages d’extraits de presse de l’époque, entre autres du fameux Melody Maker, l’histoire des Beatles (en reconstituant par déduction certains morceaux qui manquaient et en ajoutant quelques petites touches personnelles oniriques comme l’esprit de John qui revient hanter Paul). Cette BD se définissait comme « non autorisée, et fière de l'être ».

### The Fifth Beatle: The Brian Epstein Story
Le Cinquième Beatles. L'Histoire de Brian Epstein est une bande dessinée, publiée en 2013, consacrée à Brian Epstein écrite par Vivek J. Tiwary et dessinée par Andrew Robinson et Kyle Baker.

## Jeux

### Jeux de société
The Beatles Flip Your Wig Game a été commercialisé en 1964 par la Milton Bradley Company.
Trois versions du jeu Monopoly ont été publiées à l'effigie du groupe; une version britannique et américaine[réf. nécessaire] en plus d'une autre ayant le film Yellow Submarine comme thème. Une quatrième édition, célébrant le 60e anniversaire de la première prestation du groupe au Ed Sullivan Show en 1964, est sortie le 16 mars 2024.

### Jeux vidéo
En 1985, le programmeur Garry Marsh crée Beatle Quest (en), un jeu vidéo textuel pour le système Commodore 64 et l'ordinateur personnel ZX Spectrum, qui utilise des paroles des chansons du groupe dans un monde imaginaire se déroulant dans l'année 2953. Le joueur devient gardien des archives (Keeper of the Archives) et des connaissances de la Terre Antique (Ancient Earth). Durant la quête, le joueur fait la connaissance des « Quatre rois d'EMI » (The Four Kings of EMI) et entre dans une simulation informatique de Liverpool à la Beatles durant les années 1960. Deux suites, A Day in the Life, Part 2 et Across the Universe, qui n'ont jamais vu le jour, sont annoncées sur le boîtier illustré par Alan Aldridge (en).
En octobre 2008, il est annoncé que les Beatles revivront dans les salons grâce, à un jeu vidéo; The Beatles: Rock Band. Initié par le fils de George Harrison, Dhani, ce jeu est mis en vente le 9 septembre 2009 et se veut un périple à travers le catalogue musical et l'histoire du groupe.
Dans Wolfenstein: The New Order ainsi que Wolfenstein II : The New Colossus, le groupe fictif "Die Käfer" est une inspiration directe des Beatles, germanisée. De plus, on peut apercevoir des publicités pour un album intitulé "Das Blaue U-Boot", référence directe à "Yellow Submarine".

### Jouets de construction
À la suite d'une enquête de crowdsourcing, la compagnie Lego a créé et mis en marché, le 1er novembre 2016, un ensemble de blocs au thème du film Yellow Submarine. L'ensemble comprend le sous-marin, les figurines des quatre membres du groupe en plus du personnage Jeremy.
De son côté Mattel, pour célébrer, en 2024, le 60e anniversaire de l'apparition du groupe au Ed Sullivan Show le 9 février 1964, propose Ladies and Gentlemen, The Beatles, un ensemble de Mega Bloks reproduisant, avec 681 pièces, le plateau de télévision.

### Figurines
Les compagnies McFarlane Toys, Franklin Mint et Gatlan ont tous commercialisés des figurines des Beatles.

### Flipper
En 2018, la Stern Pinball Inc., une compagnie basée au Michigan mais près de Chicago, a commercialisé un billard électrique dans le thème des Beatles. On planifie produire un total de 1,964 machines, de trois modèles différents, en l'honneur de l'année où le groupe a percé le marché américain. Le modèle de base est offert au prix de 8 000 $US et les 100 exemplaires du modèle diamant et les 250 du modèle platine seront possiblement les machines à boules les plus chère jamais produites.

## Cursus universitaire
L'université Hope de Liverpool lance à la rentrée 2009 un cursus de master dédié au groupe pour étudier leur influence sur la musique populaire et la société en général,. « Plus de 8 000 ouvrages ont été écrits sur les Beatles mais il n'y a jamais eu d'études académiques sérieuses et c'est ce que nous allons faire », explique Mike Brocken, directeur des études à l'université Hope. « Les Beatles ont eu une telle influence sur la société, pas seulement avec leur musique, mais également dans le domaine de la mode avec leurs vestes sans col ou leurs vêtements psychédéliques... Quarante ans plus tard, c'est le bon moment. Liverpool est le meilleur endroit pour étudier les Beatles. Il s'agit assurément de la première maîtrise sur les Beatles dans ce pays et je dirais probablement la première dans le monde ».
Le cours sera intitulé « Les Beatles, musique populaire et société ».

## Beatles Next Generation
En 2012, une rumeur faisait état de la formation d'un groupe « Beatles nouvelle génération » qui aurait été envisagée par James McCartney, le fils de Paul McCartney. Le groupe aurait regroupé quatre fils des membres des Beatles, tous des musiciens. Dhani Harrison était ouvert au projet qui aurait aussi inclus Sean Lennon et Jason Starkey qui avaient été préférés aux frères aînés Julian et Zak. Mais le projet meurt dans l’œuf lorsque le fils du batteur Ringo Starr refuse d'y participer. Tout de même, en avril 2024, Sean Ono Lennon et James McCartney collaborent à l'écriture de Primrose Hill, une chanson sortie en single par ce dernier et l'année suivante, ils sont invités par Zak Starkey sur la chanson Rip Off de son groupe Mantra of the Cosmos.

### Membres potentiels
- Sean Lennon, né le 9 octobre 1975 à New York, fils de John Lennon
- James McCartney, né le 12 septembre 1977, fils de Paul McCartney
- Dhani Harrison, né le 1er août 1978, fils de George Harrison
- Jason Starkey, né le 19 août 1967 à Londres, fils de Ringo Starr

## DVD
- THE Four COMPLETE HISTORIC Ed Sullivan shows feat. The Beatles and other [...], SOFA Entertainment, EU, 1987 et 2003 (duo pack, 240 minutes)
- Around The World, Australie, 1988 (incluant leur premier concert aux EU au Washington Coliseum, le 11/02/1964; concert BBC Radio, le jeudi 28 avril 1964 et un concert au Budokan Hall à Tokyo, Japon, le 2 juillet 1966). [toutes zones: régions 1 à 6].
- The Beatles - The First U.S. Visit, EU, 1991.
- Beatles Diary, EU, CA, 29/08/1997.
- Help, EU, MPI Home Video (!), 12/11/1997 [Remastered]; 21/03/98 au Japon (Columbia COBY)
- Magical Mystery Tour, EU, MPI Home Video, 12/11/97 [Remastered]; 21/03/98 au Japon
- The Making Of A Hard Day's Night (1994), RU, 28/07/1998; 21/03/98 au Japon
- The First U.S. Visit, EU, CA, 29/07/1998.
- Yellow Submarine, EU, MGM/Apple ML 106160, 14/09/1999.
- Yellow Submarine, Outre-Atlantique, 1999
- The Beatles: A Celebration, EU, CA, 24/07/1999.
- The Beatles Story: The Lifetime Biography, EU, CA, 20/11/2001. (réédité le 2/06/2003)
- The Beatles Story (1996), EU, CA, 30/11/2001; 21/03/98 au Japon
- Big Beat Box [Collector's Edition], EU, CA, 3/12/2001.
- Big Beat Box (DVD + CD), EU, CA, 2/01/2002.
- Alone And Together, RU, 13/05/2002.
- Fun With Fab Four & Beatles Unauthorized (2 DVD), EU, CA, 27/08/2002.
- A Hard Day's Night, MPI Home Video, EU, 1997 [Remastered]; Japon, 21/03/98; EU, 22/09/2002
- Down Under (1964 Australia & New Zealand Tour + The Beatles On The Road (docus), EU, CA, 8/10/2002. (toutes zones). Pas de concerts !
- The Journey: The Beatles, EU, 15/11/2002.
- The Beatles with Tony Sheridan, All, 2003 (interviews et chansons en studio).
- A Long And Winding Road (Unauthorized), EU, CA 18/03/2003.
- The Beatles - Anthology (VHS, 1995), international, 31/03/2003 [5 DVD box set].
- The Beatles - Anthology, Capitol, EU, CA, 1/04/2003 [4 DVD box set].
- RMM Tropical Tribute to The Beatles, EU, CA, 10/06/2003.
- Love Me Do: A Documentary, EU, CA, 8/07/2003.
- Alf Bricknell's Beatles Diary, EU, CA, 14/07/2003 (réédition de Beatles Diary)
- The Beatles Unauthorized, EU, CA,5/08/2003.
- The Beatles Diary, 5/08/2003. (réédition).
- Beatles Celebration, EU, 23/09/2003.
- 4 Garçons Dans Le Vent - Edition Remasterisée, France, 7/10/2003.
- Ed Sullivan Presents The Beatles (1964) - Edition 2 DVD, EU, 28/10/2003.
- The Four Ed Sullivan Shows, États-Unis, 3/11/2003.
- A Long And Winding Road (3 DVD box set), EU, CA, 6/11/2003.
- The Beatles Live In Washington DC 1964, EU, CA, 11/11/2003.
- From the beginning to the end, EU, CA, 24/02/2004.
- 4 Garçons Dans Le Vent - Edition Remasterisée (2 DVD), France, 4/05/2004.
- Let It Be (1970), 1re édition en 1981; RU, 24/09/2005
- Inside The Beatles 1962-1970 (2 DVD box set + livret 48 pages), RU, EU, CA, 24/10/2005.
- The Beatles 1962-1970 (le même que dito en version française sous-titrée, Dolby digital 5.1 & DTS Digital surround sound); France, Belgique, février 2006 (pas officiel)

NDLR: Pour lire un DVD des zones 1 et 3 à 6, il suffit de dézoner son lecteur ou de posséder un lecteur multizone. [la zone 0 ne nécessite pas de dézonage].

## Videodisques
Format 30 cm
- Let It Be (studio, 1969), Magnetic Video Corporation/20th Century Fox 4508-80, 1981 +CED*
- Yellow Submarine, MGM/UA (en) ML-MO 1170 LP, EU, 1987
- A Hard Day's Night, Metro-Goldwyn-Mayer|MGM, EU, 1987
- Help!, Criterion 2003L, EU, 1987 [2 discs Special Edition] ("CAV")
- The Compleat Beatles (en), Remastered Edition, MGM MD 100166 EU, 1981  CED* (docu 1960-1970)
- The Beatles Anthology (8 Disc set), Apple Corps 1987
- I Want to Hold Your Hand : feat. 17 great songs performed by The Beatles, MGM/UA, EU, 1982, Sony 198- puis réédition Capitol, EU, 19-- (en cours), CED*
- The Beatles: The First U.S. Visit (en), VAP VPLR-70202, Japon, 1990 (The Ed Sullivan Show: New York, Miami et Washington D.C.)
- The First U.S. Visit, Apple , EU, (en cours)
- Backbeat, EU, (en cours)
- Get Back Prologue, Japon, 1991 [interview de Paul McCartney et 4 chansons enregistrées au nouveau studio Apple, au 3 Savile Row.
- The Beatles Anthology (9 disc set): SET, EU, de 1995 à 1998 (en cours)

*CED (Capacitance Electronic Disc (en))Valeur marchande en 2006: 300 USD. (245 €). Il ne reste que très peu d'exemplaires de ce CED qui fut à l'origine d'une technologie exceptionnelle mais un cuisant échec commercial.